# Maumturk Mountains SAC
Maumturk Mountains SAC este o arie protejată (arie specială de conservare — SAC, sit de importanță comunitară — SCI) din Irlanda întinsă pe o suprafață de 13.501,28 ha, integral pe uscat.

## Localizare
Centrul sitului Maumturk Mountains SAC este situat la coordonatele 53°30′58″N 9°39′35″W / 53.516112°N 9.659788°V.

## Înființare
Situl Maumturk Mountains SAC a fost declarat sit de importanță comunitară în ianuarie 2002 pentru a proteja 1 specie de plante și 2 specii de animale. Situl a fost protejat și ca arie specială de conservare în august 2021.

## Biodiversitate
Situată în ecoregiunea atlantică, aria protejată conține 6 habitate naturale: Ape oligotrofe din câmpii nisipoase, cu un conținut foarte redus de minerale (Littorelletalia uniflorae), Pajiști umede nord-atlantice cu Erica tetralix, Pajiști alpine și boreale, Turbării de acoperire (* exclusiv pentru turbării active), Depresiuni pe substraturi de turbă de Rhynchosporion, Pante stâncoase silicioase cu vegetație casmofită.
La baza desemnării sitului se află mai multe specii protejate:
- plante (1): Najas flexilis
- păsări (1): șoim călător (Falco peregrinus)
- pești (1): somonul (Salmo salar)

Pe lângă speciile protejate, pe teritoriul sitului au mai fost identificate 5 specii de plante, 1 specie de amfibieni, 1 specie de mamifere, 1 specie de pești.